# Mladinska ulica (Maribor)

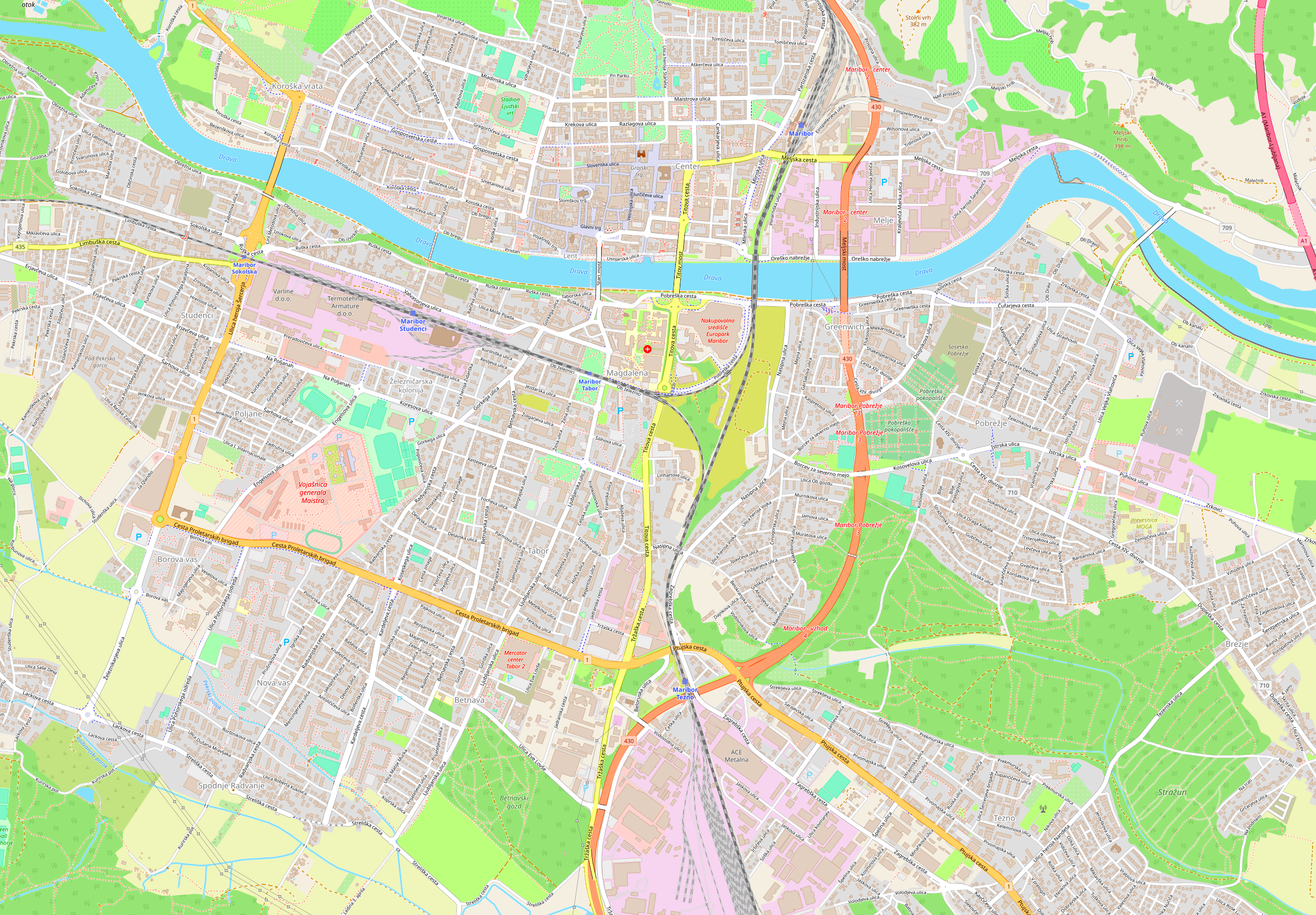

Mladinska ulica (deutsch: Straße der Jugend) ist der Name einer Straße in den Bezirken Center und Koroska vrata der Stadtgemeinde Maribor, Slowenien.

## Geschichte
Die Straße wurde in der zweiten Hälfte des 19. Jahrhunderts unter dem Namen Bürger-Straße angelegt. Im Jahr 1899 wurde sie geteilt und ihr westlicher Teil (zwischen den heutigen Straßen Trubarjeva ulica und Vrbanska cesta) in Volksgartenstraße umbenannt. Der östliche Teil (bis zur heutigen Ulica heroja Tomšiča) behielt damals den Namen Bürger-Straße. In den Jahren vor dem Ersten Weltkrieg erhielt sie den Namen Erzherzog-Eugen-Straße nach Eugen von Österreich-Teschen (1863 bis 1954). Im Jahr 1919 wurden beide Straßenteile wieder zusammengelegt und nach dem slowenischen Politiker und Priester Anton Korošec (1872–1940) in Koroščeva ulica umbenannt. Nach der deutschen Besetzung 1941 erhielt sie den Namen Tauriskerstraße nach dem keltischen Stammesverband der Taurisker, der zwischen dem dritten und ersten Jahrhundert v. u. Z. in Bereich des heutigen Kärnten und Sloweniens siedelte. Im Mai 1945 erhielt die Straße zunächst wieder den slowenischen Vorkriegsnamen.
Im Jahr 1947 wurde sie in Mladinska ulica umbenannt. Den Namen erhielt sie, weil sich in der Nähe Einrichtungen für junge Menschen befanden, wie ein Gymnasium, ein Lehrerseminar und ein. Die Benennung sollte an die Beteiligung junger Menschen an Jugendarbeitsaktionen nach dem Zweiten Weltkrieg erinnern. Bei dieser Jugendarbeit handelte es sich um organisierte Arbeit junger Menschen beim Wiederaufbau oder der Errichtung von Infrastruktur-, Energie-, Industrie- und anderen Einrichtungen, die für die Entwicklung der Wirtschaft wichtig waren.

## Lage
Die Straße beginnt an der Kreuzung Maistrova ulica und Ulica heroja Tomšiča  und verläuft nach Westen, parallel zur südlich gelegenen Gregorčičeva ulica bis zur Einmündung in die Vrbanska cesta nordwestlich des Ljudski vrt Stadions.

## Abzweigende Straßen
Die Straße berührt folgende Straßen und Orte (von Osten nach Westen): Tyrševa ulica, Trubarjeva ulica, Strossmeyerjeva ulica, Vilharjeva ulica, Kajuhova ulica, Krajnčičeva ulica, Sernčeva ulica, Kosarjeva ulica und Sadjarska ulica.

## Bauwerke und Einrichtungen
- Museum der nationalen Befreiung
- Ljudski-vrt-Stadion